# میرنا دل آلخارافه
میرنا دل آلخارافه (به اسپانیایی: Mairena del Aljarafe) یک منطقهٔ مسکونی در اسپانیا است که در سبیا واقع شده‌است. میرنا دل آلخارافه ۱۷٫۷۰ کیلومتر مربع مساحت دارد ۸۵ متر بالاتر از سطح دریا واقع شده‌است.